# Mussolet de Costa Rica
El mussolet de Costa Rica (Glaucidium costaricanum) és una espècie d'ocell de la família dels estrígids (Strigidae). Habita els boscos de les muntanyes de Costa Rica i zona limítrofa de Panamà. El seu estat de conservació es considera de risc mínim.